# New Kamen Rider
Kamen Rider (仮面ライダー Kamen Raidā?) es el título de la sexta temporada de la franquicia Kamen Rider. Ideada como un reboot de la franquicia y una nueva versión de la primera temporada, compartiendo con ambas el mismo título, para distinguirla de la misma y del nombre de la franquicia también es conocida como New Kamen Rider o con el nombre de su protagonista, Skyrider (スカイライダー, Sukairaidā).

## Argumento
El Doctor Shido, un científico aclamado, ha sido secuestrado por la organización del terrorista Neo-shocker para explotar su maestría en tecnología y robótica. Desesperado por escapar, él convence al comandante de Neo-shocker de permitirle operar a un campista herido. Explicando que él puede convertir al campista Hiroshi Tsukuba, en un Poderoso Guerrero de Neo-shocker. Sin embargo, rápidamente revierte sus planes, transformando a Hiroshi no en un malvado monstruo, sino en el poderoso guerrero Skyrider, usando sus nuevas habilidades para combatir la malvada amenaza Neo-Shocker.

## Personajes

### Rider
- Hiroshi Tsukuba (筑波 洋 Tsukuba Hiroshi?)/Skyrider (スカイライダー Sukairaidā?): Una persona amable con una fascinación por el cielo, Tsukuba está constantemente ayudando a otros tanto en forma de Rider como de humano. A pesar de haber perdido a su familia a una edad temprana, logró vivir la vida e intentó disfrutar cada poco de ella. Incluso después de haber sido transformado en un cyborg, Hiroshi decidió ayudar a otros con sus nuevos poderes combatiendo a Neo-Shocker.

### Aliados
- Keitarō Shido (志度 敬太郎 Shido Keitarō?): Un científico atacado por Neo-Shocker que fue responsable de que Hiroshi se convirtiera en Skyrider.
- Genjirō Tani (谷源次郎 Tani Genjirō?): un amigo de Keitaro, es dueño de una cafetería que sirve como la nueva base de operaciones de SkyRider.
- Kanji Yada (矢田 勘次 Yada Kanji?)/GanGan G (がんがんじい Gan Gan Jī?): Un amigo de la infancia de Hiroshi que suele aparecer en batalla usando una armadura metálica.
- Siete Riders legendarios (七人伝説のライダー Shichi-nin Densetsu no Raidā?): Los siete héroes anteriores a Skyrider, regresan esta vez para ayudarlo a combatir a Neo-Shocker.

### Villanos
- Neo-shocker (ネオショッカー Neo Shokkā?): Un renacimiento de la malvada organización Shocker. Los miembros de Neo-Shocker creen que la raza humana es una infestación en el planeta, consumiendo sus recursos descuidadamente. Creen que, si no se controla, toda la humanidad se enfrentaría a la extinción en el futuro cercano, desapareciendo por completo. Afirmando querer permitir que lo mejor de la humanidad viva y proteja el futuro del planeta, intentan reducir la población de la Tierra a solo un tercio, a la mejor de la humanidad, que tendría una vida larga y próspera bajo la dirección de Neo-Shocker.
  - Gran líder de Neo-Shocker (ネオショッカー大首領 Neo Shokkā Dai Shuryō?): Un dragón gigante que es la cabeza de la maligna organización.
  - General Monster (ゼネラルモンスター Zeneraru Monsutā?)/Yamorijin (ヤモリジン Yamorijin?): El primer jefe de la rama japonesa de Neo-Shocker, armado con un bastón. Finalmente promovido, Monster sufrió una modificación en Yamorijin, un gecko cyborg.
  - Almirante Majin (魔人提督 Majin Teitoku?): el segundo y último jefe de la organización Neo-Shocker. Es el único general de Neo-Shocker sin forma de monstruo.

## Episodios
1. Un cyborg vuela en el cielo (改造人間大空を翔ぶ Kaizō Ningen Ōzora o Tobu?)
2. ¡Extraño! Kumojin (怪奇！クモンジン Kaiki! Kumonjin?)
3. ¡Es coraje! El miedo a la flaura murciélago (勇気だ！コウモリ笛の恐怖 Yūki da! Kōmori-bue no Kyōfu?)
4. Dos cyborgs, La ruptura del furioso Rider (２つの改造人間 怒りのライダーブレイク Futatsu no Kaizō Ningen Ikari no Raidā Bureiku?)
5. Vuela, cabalga en los sueños de una niña (翔べ 少女の夢をのせて Tobe Shōjo no Yume o Nosete?)
6. Kinokojin! Las manos del Diablo están frias (キノコジン！悪魔の手は冷たい Kinokojin! Akuma no Te wa Tsumetai?)
7. Kamagirijin! La terrible ceremonia (カマギリジン！恐怖の儀式 Kamagirijin! Kyōfu no Gishiki?)
8. ¡La trampa de Mukadenjin! El misterioso cuarto de operaciones (ムカデンジンの罠！謎の手術室 Mukadenjin no Wana! Nazo no Shujutsushitsu?)
9. El ejército asesino de Cobranjin (コブランジンの殺人軍団 Koburanjin no Satsujin Gundan?)
10. ¡Viston! el secreto de Kaningerjin (見た！カニンガージンの秘密 Mita! Kaningājin no Himitsu?)
11. Sanshojin! Escape del valle infernal (サンショウジン！地獄谷の脱出 Sanshōjin! Jigokudani no Dasshutsu?)
12. Papá Noel oscuro; Ah, la Transformación Imposible (暗闇のサンタクロースああ変身不可能 Kurayami no Santa Kurōsu Aa Henshin Fukanō?)
13. Arijigokujin: tres horas antes de que explote Tokio (アリジゴクジン東京爆発３時間前 Arijigokujin Tōkyō Bakuhatsu Sanjikan-mae?)
14. Haejigokujin, La llamada de Kamen Rider (ハエジゴクジン仮面ライダー危機一髪 Haejigokujin Kamen Raidā Kikiippatsu?)
15. Terrible Terremoto de Aokabijin en Tokio (恐怖のアオカビジンの東京大地震 Kyōfu no Aokabijin no Tōkyō Dai Jishin?)
16. El inmortal Gokiburijin; ¿Cuál es la verdadera identidad de General Monster? (不死身のゴキブリジンＧモンスターの正体は？ Fujimi no Gokiburijin Jī Monsutā no Shōtai wa??)
17. ¡Lo hiciste! El fin de G-Monster (やったぞ！Ｇモンスターの最後 Yatta zo! Jī Monsutā no Saigo?)
18. La Gran Operación Infierno Eléctrica del Almirante Majin (魔神提督の電気ジゴク大作戦 Majin Teitoku no Denki Jigoku Dai Sakusen?)
19. ¡Cubre tus oídos también! El llanto asesino de Okamijin (君も耳をふさげ！オオカミジン殺しの叫び Kimi mo Mimi o Fusage! Ōkamijin Koroshi no Sakebi?)
20. ¿Dos Kamen Riders, quién es el otro? (２人の仮面ライダーもう１人はだれだ？ Futari no Kamen Raidā Mō Hitori wa Dare da??)
21. Entra Stronger; dos Riders vs. dos formidables monstruos (ストロンガー登場２人ライダー対強敵２怪人 Sutorongā Tōjō Futari Raidā Tai Kyōteki Ni Kaijin?)
22. Kogoensky congeló Tokyo hace cinco segundos (コゴエンスキー東京冷凍５秒前 Kogoensukī Tōkyō Reitō Gobyō-mae?)
23. Los hermanos monstruos Ardilla Voladora y dos Riders (怪人ムササビ兄弟と２人のライダー Kaijin Musasabi Kyōdai to Futari no Raidā?)
24. Madarakajin, Teme al gas venenoso (マダラカジン毒ガスの恐怖 Madarakajin Dokugasu no Kyōfu?)
25. ¡Pesado! ¡Pesado! El bebé de 50 toneladas (重いぞ！重いぞ！５０トンの赤ちゃん Omoi zo! Omoi zo! Gojutton no Akachan?)
26. Tres Riders vs. El fuerte escolar de Neo-Shocker (３人ライダー対ネオショッカーの学校要塞 San'nin Raidā Tai Neo Shokkā no Gakkō Yōsai?)
27. Tanque y monstruo la segunda generación de cuerpos, la fuerza de los ocho Riders (戦車と怪人Ⅱ世部隊 ８人ライダー勢ぞろい Sensha to Kaijin Nisei Butai Hachi'nin Raidā Seizoroi?)
28. El gran entrenamiento amistoso de los ocho Riders (８人ライダー友情の大特訓 Hachi'nin Raidā Yūjō no Dai Tokkun?)
29. ¡Primera aparición! El movimiento final fortalecido de Skyrider (初公開！強化スカイライダーの必殺技 Hatsu Kōkai! Kyōka Sukairaidā no Hissatsu-waza?)
30. ¿Come sueños? El extraño chico que vino del amazonas (夢を食べる？アマゾンから来た不思議な少年 Yume o Taberu? Amazon kara Kita Fushigi na Shōnen?)
31. ¡Corre, X-Rider! ¡Hiroshi Tsukuba! ¡¡No mueras!! (走れＸライダー！筑波洋よ死ぬな！！ Hashire Ekkusu Raidā! Tsukuba Hiroshi yo Shinu na!!?)
32. ¡Gracias, Keisuke Jin! ¡Déjame a mi el golpe final!! (ありがとう神敬介！とどめは俺にまかせろ！！ Arigatō Jin Keisuke! Todome wa Ore ni Makasero!!?)
33. ¡Hola! Riderman, Ten cuidado con Nezura Man (ハロー! ライダーマンネズラ毒に気をつけろ!! Harō! Raidāman Nezura Doku ni Ki o Tsukero!!?)
34. ¡Peligro, Skyrider! ¡Ha llegado! ¡¡Shirō Kazami!! (危うしスカイライダー！やって来たぞ風見志郎！！ Ayaushi Sukairaidā! Yattekita zo Kazami Shirō!!?)
35. ¡Kazami Senpai! ¡¡Ganaré a la pandilla Tako!! (風見先輩！タコギャングはオレがやる！！ Kazami-senpai! Tako Gyangu wa Ore ga Yaru!!?)
36. ¡Deprisa, Hayato Ichimonji! ¡¡Salva a la gente atrapada en los árboles!! (急げ、一文字隼人！樹にされる人々を救え！！ Isoge, Ichimonji Hayato! Ki ni Sareru Hitobito o Sukue!!?)
37. El misterio de la aldea Hyakki! ¿También está Hiroshi atrapado en un árbol? (百鬼村の怪！洋も樹にされるのか？ Hyakki-mura no Kai! Hiroshi mo Ki ni Sareru no ka??)
38. ¡Por favor, Shigeru Jō! Hay una escuela de entrenamiento de Ari Comando con un salario mensual de un millón de yenes (来たれ、城茂！月給百万円のアリコマンド養成所 Kitare, Jō Shigeru! Gekkyū Hyakuman'en no Ari Komando Yōseijo?)
39. ¡Ayuda! ¡¡dos Riders!! La madre se convierte en un demonio (助けて！２人のライダー！！母ちゃんが鬼になる Tasukete! Futari no Raidā!! Kāchan ga Oni ni Naru?)
40. ¡Persigue, Hayato! El cuenco de Kappa vuela por el cielo (追え隼人！カッパの皿が空をとぶ Oe Hayato! Kappa no Sara ga Sora o Tobu?)
41. Ghost Story Series - El secreto de edificio fantasmal (怪談シリーズ・幽霊ビルのひみつ Kaidan Shirīzu - Yūrei Biru no Himitsu?)
42. Ghost Story Series - ¡Zombie! El monstruo es revivido (怪談シリーズ・ゾンビー！お化けが生きかえる Kaidan Shirīzu - Zonbī! Obake ga Ikikaeru?)
43. Ghost Story Series - Las 999 orejas de Hōichi sin orejas (怪談シリーズ・耳なし芳一９９９の耳 Kaidan Shirīzu - Miminashi Hōichi Kyūhyakukyūjūkyū no Mimi?)
44. Ghost Story Series - ¡El Werecat quiere sangre de niños! (怪談シリーズ・呪いの化け猫 子供の血が欲しい！ Kaidan Shirīzu - Noroi no Bakeneko Kodomo no Chi ga Hoshii!?)
45. Ghost Story Series - La mujer serpiente maldice a Hiroshi Tsukuba! (怪談シリーズ・蛇女が筑波洋を呪う！ Kaidan Shirīzu - Hebi On'na ga Tsukuba Hiroshi o Norou!?)
46. Ghost Story Series - ¡El humano quebradizo! Teme al centro del espejo (怪談シリーズ・くだける人間！鏡の中の恐怖 Kaidan Shirīzu - Kudakeru Ningen! Kagami no Naka no Kyōfu?)
47. ¡La mayor debilidad de Skyrider! ¡El ataque al punto ciego en 0.5 segundos! (スカイライダー最大の弱点！０．５秒の死角をつけ Sukairaidā Saidai no Jakuten! Rētengobyō no Shikaku o Tsuke?)
48. ¡Cuatro Skyriders, quién es el real? (４人のスカイライダー本物はだれだ？ Yo'nin no Sukairaidā Honmono wa Dare da??)
49. ¡Lanzamiento del cohete! Hiroshi Tsukuba va al cementerio espacial (ロケット発射！筑波洋を宇宙の墓場へ Roketto Hassha! Tsukuba Hiroshi o Uchū no Hakaba e?)
50. ¿¡Tú, tambine te enlistas en el escuadrón de Ari Commando!? (君もアリコマンド少年隊に入隊せよ！？ Kimi mo Ari Komando Shōnen-tai ni Nyūtai seyo!??)
51. Neo-shocker rojo y blanco, gran batalla decisiva mortal (ネオショッカー紅白死の大決戦 Neo Shokkā Kōhaku Shi no Dai Kessen?)
52. ¡El padre de Hiroshi ha vivido! ¿Como Humano Alterado FX777? (洋の父が生きていた！改造人間ＦＸ７７７とは？ Hiroshi no Chichi ga Ikite Ita! Kaizō Ningen Efu Ekkusu Surī Sebun to wa??)
53. ¡El fin del Almirante Majin! ¿Y la verdadera identidad del Gran Líder? (魔神提督の最後！そして大首領の正体は？ Majin Teitoku no Saigo! Soshite Dai Shuryō no Shōtai wa??)
54. ¡Adios, Hiroshi Tsukuba! Ocho héroes para siempre.... (さらば筑波洋！８人の勇士よ永遠に・・・・ Saraba Tsukuba Hiroshi! Hachi'nin no Yūshi yo Eien ni....?)

### Películas
- Immortal Kamen Rider Special (不滅の仮面ライダースペシャル Fumetsu no Kamen Raidā Supesharu?): Especial para TV que sirvió como prólogo de la serie. Estrenado el 8 de septiembre de 1979.
- Kamen Rider: Eight riders vs Galaxy King (仮面ライダー 8人ライダーVS銀河王 Kamen Raidā: Hachi'nin Raidā Tai Gingaō?): En esta película aparecen los ocho Riders hasta la fecha. Estrenada el 15 de marzo de 1980.

## Reparto
- Hiroshi Tsukuba: Hiroaki Murakami
- Keitaro Shido: Takashi Tabata
- Genjiro Tani: Nobuo Tsukamoto
- Kanji Yada: Tomaru Katsuda
- Gran Líder de Neo-Shocker: Gorô Naya
- General Monster:Shinzō Hotta
- Admirante Majin:Yōsuke Naka
- Narrador: Shinji Nakae

## Temas Musicales

### Temas de apertura
- Moero! Kamen Rider (燃えろ! 仮面ライダー Moero! Kamen Raidā?, ¡Quema! Kamen Rider") (Episodios 1-28)
  - Letra: Shotaro Ishinomori
  - Música: Shunsuke Kikuchi
  - Arreglos: Shunsuke Kikuchi
  - Intérprete: Ichiro Mizuki ft. Kōrogi '73

- Otoko no Na wa Kamen Rider (男の名は仮面ライダー Otoko no Na wa Kamen Raidā?, El nombre de ese hombre es Kamen Rider) (Episodios 29-54)
  - Letra: Shotaro Ishinomori
  - Música: Shunsuke Kikuchi
  - Arreglos: Shunsuke Kikuchi
  - Intérprete: Ichiro Mizuki

### Temas de cierre
- Haruka naru Ai ni Kakete (Haruka naru Ai ni Kakete はるかなる愛にかけて?, Amor a larga distancia) (Episodios 1-28)
  - Letra: Saburō Yatsude
  - Música: Shunsuke Kikuchi
  - Arreglos: Shunsuke Kikuchi
  - Intérprete: Ichiro Mizuki ft. Kōrogi '73

- Kagayake! Hachinin Rider (輝け! 8人ライダー Kagayake! Hachinin Raidā?, ¡Brillen! Ocho Riders") (Episodios 29-54)
  - Letra: Saburō Yatsude
  - Música: Shunsuke Kikuchi
  - Arreglos: Shunsuke Kikuchi
  - Intérprete: Ichiro Mizuki ft. The Chirps

- Datos: Q528175